# Feliks Woytkowski
Feliks Woytkowski (pronunciado /Voutkóvski/ en fonética española) fue un naturalista, explorador, entomólogo y botánico polaco, que vivió durante 37 años en el Perú

## Biografía
Woytkowski llega al Perú en 1929 acompañado de su esposa Helena Chmielewska y su hijo Jerzy Berdnard de 4 años de edad, un poco al azar y atraído por la selva amazónica; sin embargo, por el estallido de la Segunda Guerra Mundial y otros acontecimientos posteriores ocurridos en Polonia, con la pérdida del contacto con su familia, permaneció casi toda su vida en Perú, durante la cual mayormente recorrió la selva peruana estudiando y colectando insectos y especies de plantas desconocidas para la ciencia de entonces y casi al final de su vida, en el año 1964, pudo retornar a su amada Polonia, donde falleció dos años después, y a donde llegó llevando consigo dos cajas que contenían todas sus notas y apuntes de sus expediciones y actividades científicas juntamente con sus observaciones sobre la cultura y la vida social del Perú de entonces y que consideraba “era lo más precioso que podría ofrecer a su patria”.
Durante su estadía en el Perú (1929-1964) llevó a cabo una obra verdaderamente grande y en condiciones muy difíciles, llegando a realizar más de 60 expediciones a través de todo el Perú por cuenta propia y otras formando parte de expediciones científicas organizadas por botánicos de los Estados Unidos. En el campo de la entomología, coleccionó y estudió más de mil especies de insectos desconocidos para la ciencia de entonces y entre ellos varios que requerían de la creación de nuevos géneros, llevando algunos incluso su apellido. En el campo de la botánica, descubrió más de cien nuevas especies de plantas descritas después detalladamente por especialistas y algunas de ellas fueron designadas con su apellido, como: “Monnina woytkowskii”.
Colaboró con decenas de instituciones científicas de Europa y de ambas Américas, a donde enviaba sus descubrimientos y anotaciones. Casi el total de sus colecciones botánicas se encuentran en los Estados Unidos (Herbario del Jardín Botánico de Misuri donde es famosa la colección de plantas peruanas “Woytkowski”) y en el Jardín Botánico de la Universidad de California en Berkley. En el Perú enriqueció y donó cientos de plantas juntamente con sus anotaciones a los jardines botánicos de Lima, exhibiéndose en el Jardín Botánico de la Universidad Nacional Agraria más de 600 plantas con sus descripciones y anotaciones. Fue director del Jardín Botánico de Lima de 1942-1945.
Una pasión a la que igualmente dedicó muchos años de su vida fue al estudio y colección de plantas medicinales para la industria farmacéutica Ciba, para lo que entró en contacto con indígenas de la selva, de quienes aprendió mucho en esta labor y su colección representó más de 80 mil plantas de cinco mil especies. Asimismo, a la creación de semilleros y plantaciones de orquídeas, cactos, palmeras y helechos, llegando a plantar más de mil orquídeas, 500 de las cuales realmente buenas.
Feliks Woytkowski solía decir que cuando “los polacos hacen individualmente algo útil en el extranjero”, Polonia ganaba importancia y prestigio y que siempre ese fue el propósito de su vida. A pesar de su trabajo, Woytkowski llevó una vida muy pobre, y regresó a Polonia en 1965. Vivía con su hermano en Cracovia, donde murió el 8 de mayo de 1966.

## Perú: Mi tierra no prometida
“Perú: Mi tierra no prometida”, es la obra póstuma de Feliks Woytkowski, muy conocida en el círculo de botánicos y entomólogos y que fue cuidadosamente recopilada y publicada a su muerte por Salomea Wielopolska, sobre la base de sus diarios e información cronológica de todas sus expediciones realizadas durante su vida en el Perú, y que gracias al apoyo del Smithsonian Institution de Washington, fue traducido del polaco al inglés y convierten este libro en un documento valioso y donde se puede revivir momentos importantes de la historia del descubrimiento científico de la biología de la amazonía peruana. El Dr. Martín Brown del “Research Laboratory, Colorados Springs escribió una vez que “Woytkowski fue un héroe de las ciencias naturales”. y la publicación de este libro es un homenaje justo para un personaje extraordinario, quien dedicó su vida a las investigaciones naturales en los campos de la botánica y la entomología.

## Honores

### Epónimos
Especies vegetales
- (Acanthaceae) Sanchezia woytkowskii Leonard & L.B.Sm.[2]
- (Asclepiadaceae) Matelea woytkowskii Morillo[3]
- (Asteraceae) (Coreopsis woytkowskii Sherff[4]
- (Asteraceae) Critoniopsis woytkowskii (S.B.Jones) H.Rob.[5]
- (Asteraceae) Nordenstamia woytkowskii (Cuatrec.) B.Nord.[6]
- (Ericaceae) (Themistoclesia woytkowskii Luteyn & Pedraza[7]
- (Fabaceae) (Clitoria woytkowskii Fantz[8]
- (Malpighiaceae) (Diplopterys woytkowskii (B.Gates) W.R.Anderson & C.Davis[9]
- (Melastomataceae) (Miconia woytkowskii Wurdack[10]
- (Onagraceae) (Fuchsia woytkowskii J.F.Macbr.[11]
- (Orchidaceae) (Maxillaria woytkowskii C.Schweinf.[12]
- (Piperaceae) (Peperomia woytkowskii Yunck.[13]
- (Rubiaceae) (Psychotria woytkowskii Dwyer & M.V.Hayden[14]

## Otras publicaciones
- 1978. Peru, my unpromised land. Volúmenes 76-54062 de TT (United States. National Technical Information Service). Ed. Smithsonian Institution & the National Science Foundation. 230 pp.

- 1974. Peru moja ziemia nieobiecana: Feliks Woytkowski; wybór tekstów, oprac., przekład z hiszpańskiego i angielskiego oraz wstęp, posłowie i przypisy M. Salomea Wielopolska (Perú mi tierra no prometida: Woytkowski Félix, la elección de los textos, ed, traducido al español e inglés y una introducción, y notas de M. Salomea Wielopolska). Ed. Ossolineum. 303 pp.

- S. Wielopolska. Wstęp i posłowie do F Woytkowski Peru moja ziemia nie obiecana (Introducción y notas de F Woytkowski Perú tierra no prometida. Breslavia, ed. Ossolineum 1974

- O Feliksie Woytkowskim i jego pamiętnikach czas. Problemy Polonii Zagranicznej t.9 1975

## Abreviatura (zoología)
La abreviatura Woytkowski  se emplea para indicar a Feliks Woytkowski como autoridad en la descripción y taxonomía en zoología.

- Datos: Q11681806
- Multimedia: Feliks Woytkowski / Q11681806